# New York Central Railroad
La New York Central Railroad (NYC), connue généralement comme la New York Central dans ses publicités, a été une entreprise américaine de chemin de fer opérant dans le nord-est des États-Unis et au sud-est du Canada. Ses principales connexions sont New York (Grand Central Terminal), Chicago et Boston.
En 1968, la New York Central Railroad a fusionné avec son ancien rival, la Pennsylvania Railroad, pour former Penn Central. Ensuite la New York, New Haven and Hartford Railroad a rejoint le groupe en 1969. Cette entreprise a fait faillite peu après et a été reprise par le gouvernement fédéral et fusionnée avec Conrail en 1976. Conrail a été stoppé en 1998, et une grande partie de ses actifs ont été transférés dans New York Central Lines LLC, une filiale de CSX Transportation.

## La période pré New York Central: 1826-1853
Il naquit le 17 mai 1853 de la fusion des 10 compagnies suivantes, reliant Albany à Buffalo.
Le Mohawk & Hudson Rail Road: ce plus vieux chemin de fer permanent de l'État de New York, et l'un des plus anciens des États-Unis, fut créé en 1826 pour connecter Schenectady (sur Mohawk River) à Albany (sur le fleuve Hudson). Il évitait aux marchandises et aux voyageurs de transiter  sur le canal Érié beaucoup plus lent. Il ouvrit le 24 septembre 1831, et changea son nom en Albany & Schenectady Railroad le 19 avril 1847.
L'Utica & Schenectady Railroad fut créé le 9 avril 1833, et commença à circuler le 2 août 1836.  Il reliait Schenectady à Utica en longeant la rive nord de la Mohawk, tandis que la rive sud était occupée par le Canal Érié. Mais il dut attendre le 7 mai 1844 pour avoir le droit de transporter quelques marchandises avec certaines restrictions. Le 12 mai 1947 les interdictions furent levées, mais, comme pour la compagnie du Canal Erié, la compagnie de chemin de fer devait payer à l'État des taxes pour toute marchandise transportée.       
Le Syracuse & Utica Railroad fut créé le 1er mai 1836, et ouvrit sa ligne le 3 juillet 1839 via un détour par Rome en longeant le Canal Érié. Cette compagnie devait également payer à l'État des taxes pour le transport des  marchandises.
Le Syracuse & Utica Direct Railroad fut créé le 26 janvier 1853 pour éviter le détour par Rome. Mais la ligne ne fut jamais construite.
Le Rochester & Syracuse Railroad (R&S, appelé Auburn Road) fut créé le 1er août 1850 à la suite de la fusion de l'Auburn & Syracuse Railroad (créé le 1er mai 1834, et mis en service le 4 juin 1839), et de l'Auburn & Rochester (créé le 13 mai 1836, et mis en service le 4 novembre 1841) qui faisait un détour via Geneva et Canandaigua. Pour raccourcir le trajet en longeant plus ou moins le canal Érié, le Rochester & Syracuse Direct Railroad fut créé le 6 août 1850 (comme filiale du R&S) et fut ouvert le 1er juin 1853.
Le Buffalo & Rochester Railroad (B&R) fut créé le 7 décembre 1850 à la suite de la fusion du Tonawanda Railroad (créé le 24 avril 1832 et mis en service le 5 mai 1837 entre Rochester et Batavia, puis jusqu'à Attica le 8 janvier 1843); et de l'Attica & Buffalo Railroad (créé en 1836 et mis en service 24 novembre 1842). Lorsque le Auburn & Rochester ouvrit en 1841, il n'était pas encore raccordé avec le Tonawanda Railroad à Rochester; mais mise à part cette interruption, il y avait désormais une ligne directe qui permettait de réunir Albany à Buffalo. Puis en 1844, le Tonawanda Railroad se connecta avec l'Auburn & Rochester. Le 17 février 1848, l'Albany & Schenectady Railroad racheta aux autres compagnies en service entre Albany et Buffalo, tous leurs wagons utilisés pour l'acheminement des bagages, du courrier et des émigrants. Le B&R ouvrit une ligne plus directe entre Buffalo est et Batavia le 26 avril 1852. L'ancienne ligne reliant Depew (Buffalo est) à Attica, fut vendue le 1er novembre 1852 à une filiale de l’Érié appelé Buffalo & New York City Railroad, et fut convertie à l'écartement large (1,829 m) en vigueur à l’Érié.
Le Schenectady & Troy Railroad, créé en 1836, permit d'inaugurer en 1842 une nouvelle route entre  Schenectady et le terminus de Troy sur l'Hudson River.
Le Lockport & Niagara Falls Railroad, créé en 1834, fut ouvert en 1838 pour relier Lockport (sur le Canal Érié) à Niagara Falls. Le 14 décembre 1850 il devint le Rochester Lockport & Niagara Falls Railroad et ouvrit une extension vers Rochester le 1er juillet 1852.
Le Buffalo & Lockport Railroad fut créé le 27 avril 1852 pour construire un embranchement du Rochester, Lockport and Niagara Falls  entre Lockport et Buffalo via Tonawanda. Il ouvrit en 1854, pour relier Lockport à Tonawanda, où il se raccordait au Buffalo & Niagara Falls (ouvert depuis 1837) pour rejoindre Buffalo.
Le Mohawk Valley Railroad fut créé le 21 janvier 1851, puis réorganisé le 28 décembre 1852, pour construire une ligne sur la rive sud du Mohawk River près du Canal Érié, donc sur la rive opposée à celle de l'Utica & Schenectady. Mais cette ligne ne fut jamais construite.
Erastus Corning, un industriel d'Albany et propriétaire du Mohawk Valley Railroad, œuvra pour réunir ces différentes lignes en un seul réseau. Les compagnies acceptèrent de fusionner le 17 mars 1853. L'État de New York donna son accord le 2 avril, et le 17 mai la fusion de ces 10 compagnies donna naissance au New York Central Railroad qui reliait Albany à Buffalo:   
1.Albany & Schenectady Railroad 
2.Utica & Schenectady Railroad 
3.Syracuse & Utica Railroad 
4.Rochester & Syracuse Railroad 
5.Buffalo & Rochester Railroad 
6.Schenectady & Troy Railroad
7.Rochester Lockport & Niagara Falls Railroad 
8.Buffalo & Lockport Railroad
9.Mohawk Valley Railroad (ligne jamais construite)
10.Syracuse and Utica Direct Railroad (ligne jamais construite)
Rapidement le Buffalo & State Line Railroad et l'Erie & North East Railroad modifièrent leurs écartements larges pour adopter celui standard, afin de se connecter au NYC à Buffalo; cela permettait aussi une route directe vers Érié (Pennsylvania).

## Les années Erastus Corning: 1853-1867

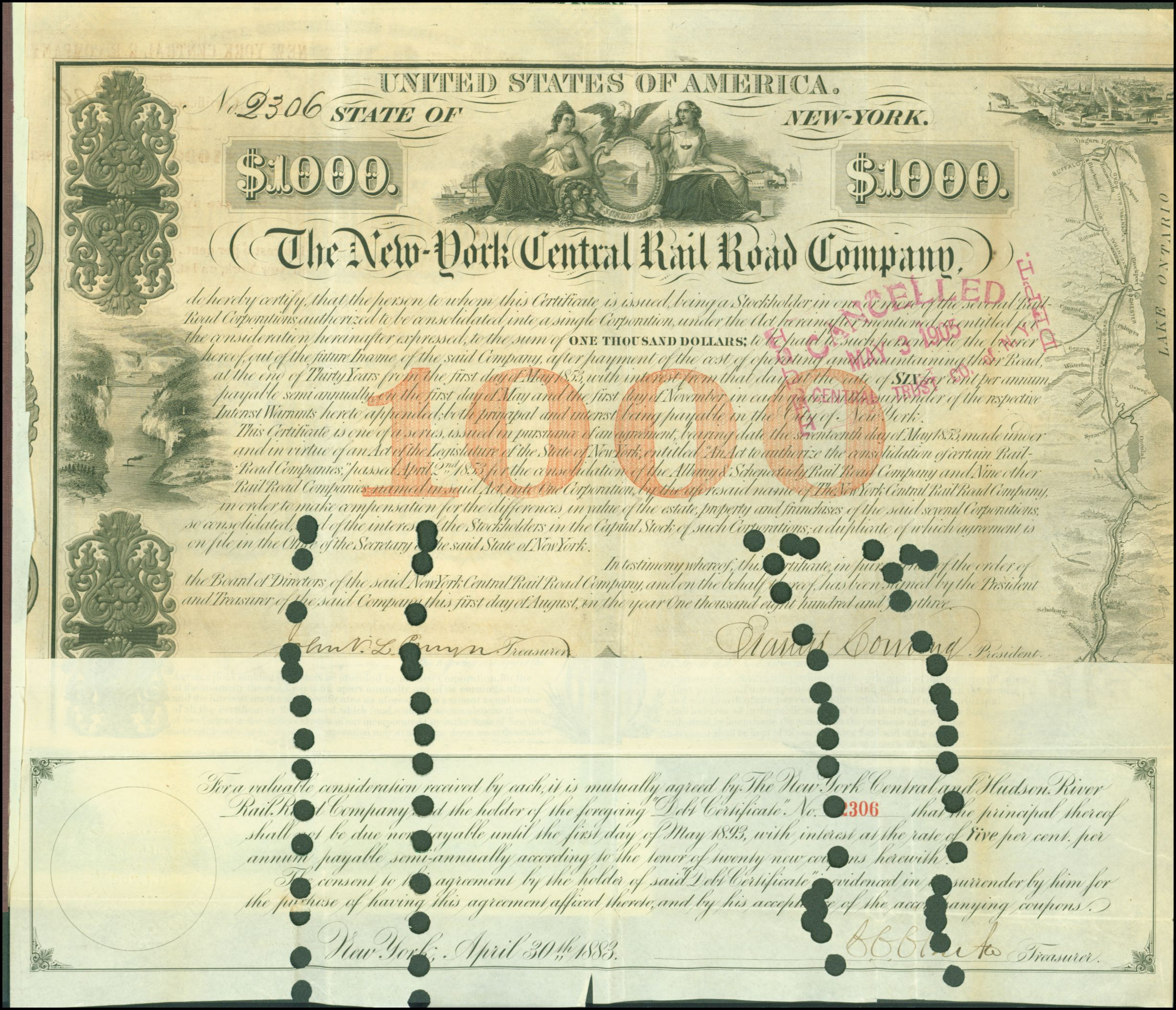
Obligation de la New York Central Rail Road Company en date du 1 août 1853, signé par Erastus Corning

Le financier Erastus Corning qui permit cette fusion, poursuivit sa politique de fusion acquisition jusqu'en 1867.
Le Rochester & Lake Ontario Railroad, qui fut créé en 1852, ouvrit sa ligne à la fin de 1853; il fut loué par le Rochester Lockport & Niagara Falls Railroad, lequel faisait déjà partie du NYC. Le NYC le fusionna en 1855, permettant de relier le nord de Rochester à Charlotte sur le Lac Ontario.
Le Buffalo & Niagara Falls Railroad, qui fut créé en 1834 pour relier Buffalo à Niagara Falls, ouvrit sa ligne en 1837. Le NYC le loua dès 1853, et le fusionna en 1855.
Le Lewiston Railroad, qui fut créé en 1836 pour relier Niagara Falls à Lewiston au nord, ouvrit sa ligne en 1837 sans aucune connexion avec une autre compagnie. En 1854, un embranchement vers le sud permit un raccordement avec le Buffalo & Niagara Falls Railroad; et la ligne fut louée par le NYC.
Le Canandaigua & Niagara Falls Railroad fut créé en 1851. Le premier tronçon ouvrit en 1853 et reliait Canandaigua sur l'Auburn Road à Batavia à l'ouest. Le second tronçon qui atteignait North Tonawanda fut ouvert en fin d'année. La dernière section fut ouverte en 1854 et permettait de se relier au Niagara Falls Suspension Bridge. Le NYC racheta cette compagnie en banqueroute en 1858, le réorganisa en Niagara Bridge & Canandaigua Railroad, puis le fusionna en 1890.
Le Saratoga & Hudson River Railroad fut créé en 1864, et ouvrit en 1866. C'était un embranchement du NYC qui partait d'Athenes Junction (au sud-est de Schenectady) pour rejoindre le sud d'Athens sur la rive ouest de l'Hudson River. Le 9 septembre 1867, le NYC fusionna cette compagnie, mais très vite le terminus d'Athens brûla et la ligne fut abandonnée en 1867. Le New York West Shore & Buffalo Railway fut créé le 18 février 1880 à la suite de la fusion de plusieurs compagnies qui avaient construit une ligne plus directe entre Weehawken (au nord de New Jersey City) et Buffalo. Dans les années 1880, il loua le Saratoga & Hudson River, et l'incorpora dans son réseau. Mais il fut racheté par le NYC le 24 novembre 1885, qui réorganisa ce réseau sous le nom de West Shore Railroad le 5 décembre 1885.

## Le Hudson River Railroad
Le Troy & Greenbush Railroad fut créé en 1845 et ouvrit la même année pour relier Troy à East Albany sur la rive est de l'Hudson River. Le Hudson River Railroad fut créé le 12 mai 1846 pour prolonger cette ligne vers le sud en direction de New York City; alors que la totalité de sa ligne ne fut ouverte que le 3 octobre 1851, il commença à louer le Troy & Greenbush le 1er juin 1851.
Cornelius Vanderbilt prit le contrôle de l'Hudson River Railroad en 1864, et rapidement après, il racheta la ligne parallèle du New York & Harlem Railroad.

## Les années Vanderbilt: 1867-1954

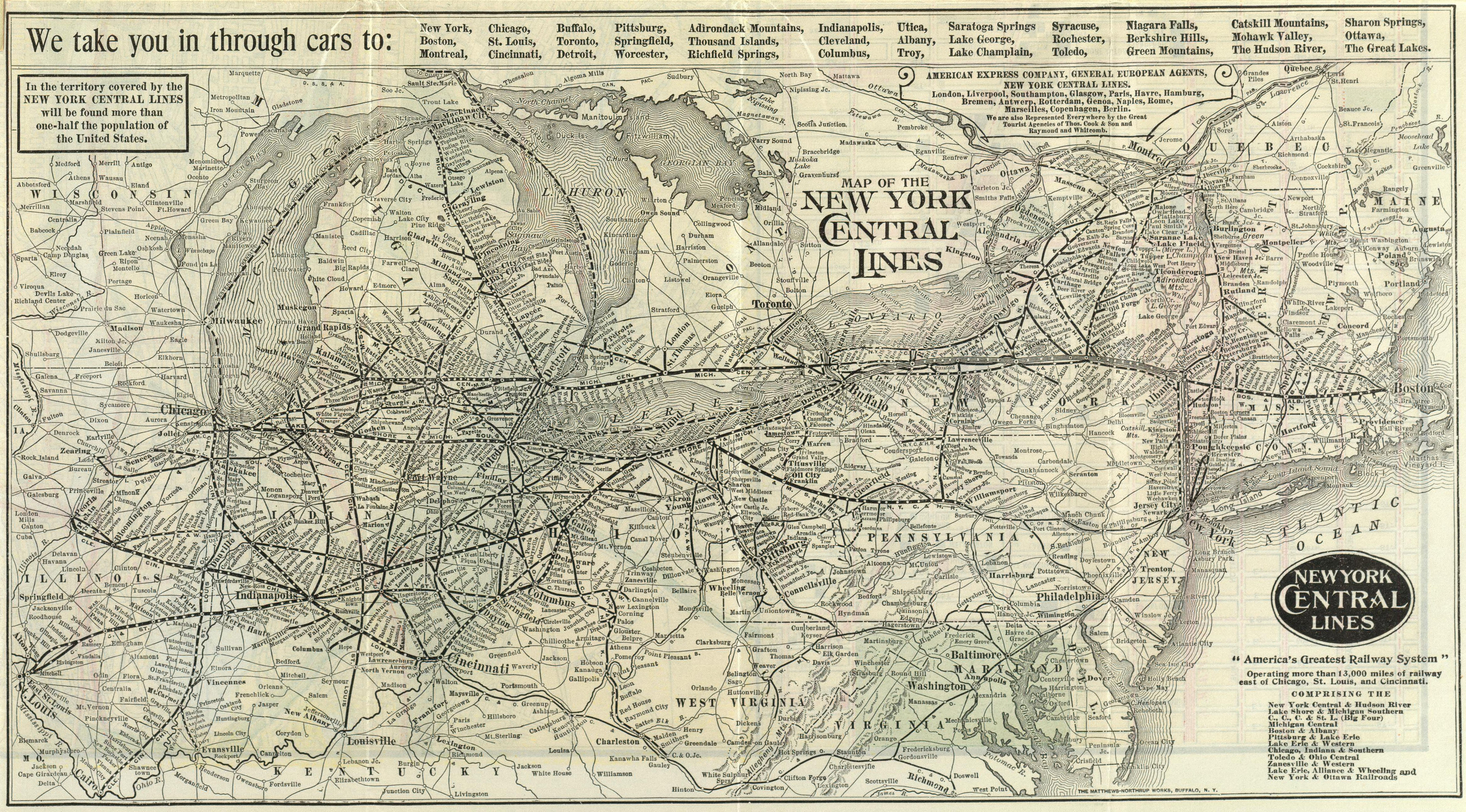
Carte du réseau en 1918.

En 1867 Vanderbilt prit le contrôle du NYC, grâce à des manœuvres orchestrées par le Hudson River Bridge à Albany. Le 1er novembre 1869, il fusionna le NYC et son Hudson River Bridge pour constituer le New York Central & Hudson River Railroad. Cela permit, grâce à la location du Troy & Greenbush Railroad reliant le nord d'Albany à Troy, d'étendre le réseau au sud d'Albany jusqu'à New York City en longeant la rive est de l'Hudson River.
Les autres lignes de Vanderbilt étaient exploitées avec le NYC. Cela incluait le New York & Harlem Railroad, le Lake Shore & Michigan Southern Railway, le Canada Southern Railway et le Michigan Central Railroad.
Le Spuyten Duyvil & Port Morris Railroad fut créé en 1896 et ouvrit en 1871. Cette ligne située sur la rive nord du Harlem River, permettait une connexion entre celle qui longeait l'Hudson River et celle du New York & Harlem Railroad. Ainsi les trains étaient dirigés soit vers Grand Central Terminal, soit vers Port Morris pour le fret.
Le Geneva & Lyons Railroad fut créé en 1877 et ouvrit en 1878. Il fut loué par le NYC dès son ouverture. Il réalisait une liaison nord-sud entre Rochester et Syracuse; il partait de Lyons situé sur la ligne principale pour rejoindre Geneva sur l'Auburn Road. Le NYC le fusionna en 1890.
En 1887, le Pittsburgh & Lake Erie Railroad passa sous le contrôle du NYC.
Le 1er juillet 1900, le Boston & Albany Railroad fut loué par le NYC, tout en conservant son identité.
En 1914, le nom fut changer pour donner le moderne New York Central Railroad.
Le Cleveland, Cincinnati, Chicago and St. Louis Railway, connu aussi sous le nom de Big Four, fut créé le 30 juin 1889 à la suite de la fusion du Cleveland, Columbus, Cincinnati and Indianapolis Railway, du Cincinnati, Indianapolis, St. Louis and Chicago Railway et de l'Indianapolis and St. Louis Railway. L'année suivante, il prit le contrôle de l'Indiana Bloomington & Western Railway. En 1906, le Big Four fut lui-même racheté par le NYC. À la fin de l'année 1931, le NYC racheta l'Ulster and Delaware Railroad, et le fusionna le 1er février 1932.
Par rapport à son grand rival le Pennsylvania Railroad qui avait un réseau montagneux, celui du NYC qui reliait New York à Chicago en longeant les cours d'eau, était pratiquement plat d'où son nom de Water Level Route. Cela influença de nombreuses choses, dont la publicité et surtout la conception des locomotives.

### Les locomotives
Les locomotives à vapeur du NYC étaient optimisées pour la vitesse. Les locomotives les plus renommées incluaient: les Hudson 4-6-4, et particulièrement la classe J-3as de 1937-1938; les Mohawk 4-8-4 de classe L-3 et L-4 de la seconde guerre mondiale; et les rapides Niagara 4-8-4 de l'après guerre, considérées comme la référence en matière de vapeur par les aficionados.
Bien qu'il eût des locomotives à vapeur parmi les plus modernes du pays, le NYC, conscient de ses difficultés financières, diésélisa rapidement, afin de tirer parti des économies dégagées par la traction diesel-électrique. La dernière vapeur circula dans l'État de New York, le 7 août 1953.
Mais la situation financière des chemins de fer du nord-est des États-Unis devenait si désastreuse que la sobriété des machines diesel-électriques ne changea rien.

### Les raccourcis
Des déviations et des raccourcis furent construits pour décongestionner certaines zones du réseau.
Le Buffalo Belt Line du Junction Railroad ouvrit en 1871, permettant une déviation de Buffalo par le nord-est, ainsi qu'une boucle via le centre-ville pour les trains de voyageurs. Le West Shore Railroad, acquis en 1885, permettait un contournement de Rochester. Le Gardenville Cutoff du Terminal Railway, ouvert en 1898, permettait de contourner Buffalo par le sud-est.
Le Schenectady Detour, formé par deux connexions sur le West Shore Railroad, permettait aux trains d'éviter la raideur des rampes conduisant vers Schenectady; il fut ouvert en 1902. Le Cleveland Short Line Railway construisit un contournement de Cleveland (Ohio), qui fut achevé en 1912. En 1924, le Alfred H Smith Memorial Bridge fut construit sur la portion du Castleton Cut-Off appartenant au Hudson River Connecting Railroad; ce raccourci de 44 km, permettait au fret d'éviter les encombrements de la gare d'Albany.
Dans les années 1910, un réalignement et un élargissement du Canal Érié au sud de Rome eut des conséquences sur le tracé du NYC. La ligne principale du NYC quitta le centre-ville pour se retrouver sur la rive sud du nouveau canal. Une nouvelle ligne fut construite pour relier la ligne principale du NYC au centre-ville de Rome.
La 11e avenue de New York City était appelée "Death Avenue" à cause du nombre important d'accidents provoqués par les trains de l'Hudson River Railroad. Pour changer cela, une ligne surélevée appelée High Line fut construite dans les années 1930. Cette ligne est actuellement abandonnée, et seul le tunnel vers le nord, construit à la même époque, est utilisé par l'Amtrak pour arriver à la gare de New Yrok Penn Station. Tous les autres trains utilisent la ligne du Spuyten Duyvile & Port Morris Railroad pour accéder aux voies du New York & Harlem Railroad. Une portion de cette High Line, située sur la section Chelsea de Manhattan, est préservée sous forme d'un parc. 

### Les trains de voyageurs
Durant une bonne partie du XXe siècle, le NYC était connu pour avoir des trains voyageurs parmi les plus prestigieux des États-Unis.
- Le 20th Century Limited, inauguré en 1902, circulait entre la gare new-yorkaise de Grand Central Terminal et celle de LaSalle Street Station à Chicago. C'était le train le plus prestigieux du NYC, avec son célèbre tapis rouge et son service de première classe. À partir du 15 juin 1938, les streamliners du Century Limited, qui suivaient le Water Level Route, pouvaient couvrir les 1 546 km du parcours en 16  heures ; et durant une courte période après la Seconde Guerre mondiale, ils gagnaient encore 30 min.
- L'Empire State Express, était un train réputé qui assurait un service fréquent entre New York, Buffalo et Cleveland (Ohio).
- L'Ohio State Express, était également un train réputé qui reliait New York à Cincinnati (Ohio).
- Le Chicagoan : entre New York et Chicago.
- Le Chicago Mercury : entre Chicago et Detroit.
- Le Cincinnati Mercury: entre Cleveland et Cincinnati.
- Le Cleveland Mercury : entre Detroit et Cleveland.
- Le Cleveland Limited : entre New York et Cleveland.
- Le Commodore Vanderbilt : entre New York et Chicago.
- Le Detroiter : entre New York et Detroit.
- Le Detroit Mercury : entre Cleveland et Detroit.
- Le James Whitcomb Riley : entre Chicago et Cincinnati.
- Le Knickerbocker : entre New York et St Louis.
- Le Lake Shore Limited : entre New York et Chicago via Cleveland.
- Le Michigan : entre Chicago et Detroit.
- Le Motor City Special : entre Chicago et Detroit.
- Le New England States : entre Chicago et Boston via Cleveland.
- Le Pacemaker : entre New York et Chicago via Cleveland.
- Le Southwestern Limited : entre New York et St Louis.
- Le Wolverine : entre Chicago et New York via Detroit.
- Le Twilight Limited : entre Chicago et Detroit.

En plus de son service grandes lignes, le NYC assurait un service de banlieue dans le comté de Westchester, New York, ainsi que sur ses lignes de Hudson, Harlem, et Putman situées dans Manhattan.

## Robert R. Young: 1954-1958
En juin 1954, la direction du New York Central System passa sous le contrôle de Robert Ralph Young et de l'Alleghany Corporation qu'il dirigeait.
L'Alleghany Corporation était un empire ferroviaire et immobilier construit par les frères Van Sweringen de Cleveland dans les années 1920; il contrôla le Chesapeake and Ohio Railway et le New York, Chicago and St. Louis Railroad alias Nickel Plate Road, avant de tomber sous le contrôle de Young et du financier Allan Price Kirby durant la Grande Dépression.
RR Young était considéré comme un visionnaire dans les chemins de fer, et pourtant il ne s'attendait pas à trouver le NYC dans un état aussi catastrophique. Incapable de tenir ses promesses, Young suspendit le payement des dividendes en janvier 1958. Il se suicida ce même mois.

### Les locomotives

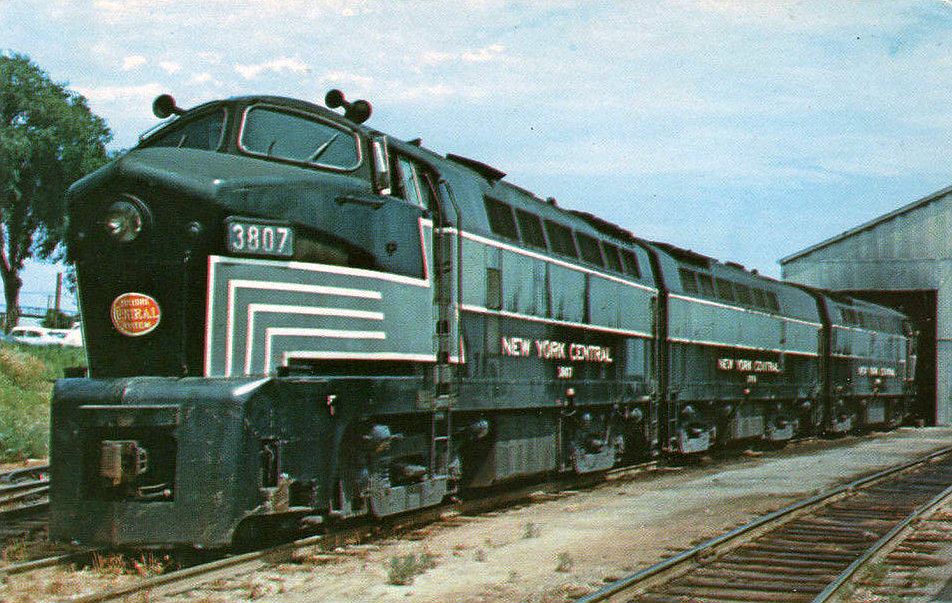
Locomotive "shark nose" (nez de requin) de la firme Baldwin, en 1958.

Devant le manque d'intérêt que manifestait Alfred E Perlman, carde supérieur du NYC, pour la préservation des meilleures locomotives à vapeur de la compagnie, toutes les Hudson et Niagara furent vendues aux ferrailleurs en 1956. Cette même année, la traction diesel remplaça définitivement la vapeur.

## Alfred E. Perlman: 1958-1968

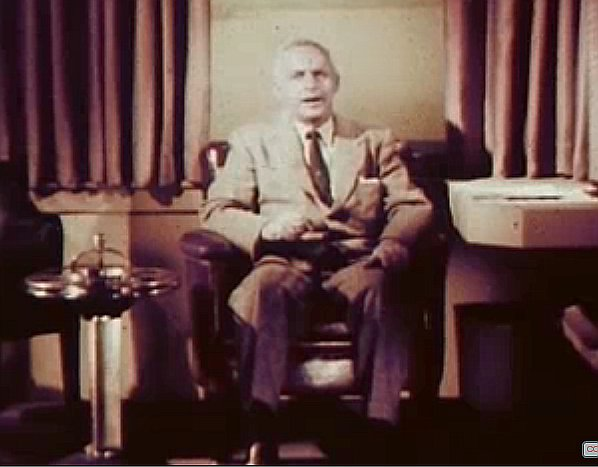
Monsieur Perlman

Après le suicide de Young, le management du NYC fut assuré par Alfred E Perlman, qui travaillait pour la compagnie depuis 1954. Malgré la mutation vers les streamliners, la fusion avec d'autres chemins de fer semblait la seule issue possible pour avoir une stabilité financière en ces temps économiques difficiles.
Le meilleur exemple fut donné par le Norfolk and Western Railway qui commença par absorber le Virginian Railway en 1959, avant de se lancer en 1964 dans la fusion la plus complexe de l'époque avec le rachat simultané du Wabash Railroad, du New York, Chicago and St. Louis Railroad (Nickel Plate), du Pittsburgh and West Virginia Railway, et de l'Akron, Canton and Youngstown Railroad. En réponse à cette concentration, le Chesapeake and Ohio Railway, le Baltimore and Ohio Railroad et le Western Maryland Railway se regroupèrent sous l'enseigne du Chessie System en 1972.
Au milieu des années 1960, il devenait évident que le partenaire le plus approprié pour le NYC n'était autre que son ancien grand rival, le Pennsylvania Railroad (PRR).
Dans le même temps, afin de proposer une solution face à la concurrence accrue de l'automobile et de l'aviation, le NYC expérimenta le M-497 Black Beetle, appelé aussi 'Rocket Train'; il était propulsé par un moteur à réaction provenant d'un missile intercontinental. Malgré un succès technologique, le projet resta au stade de prototype.

## Penn Central, Conrail, CSX: 1968-présent
Le NYC fusionna le 1er février 1968 avec son ancien rival le Pennsylvania Railroad pour former le Penn Central Transportation. Rapidement, l'Interstate Commerce Commission (ICC) lui rajouta un autre chemin de fer déficitaire le New York, New Haven and Hartford Railroad (New Haven). Deux ans plus tard, le 21 juin 1970, le Penn Central était en banqueroute. Cependant, il continua son exploitation pendant presque 6 ans, le temps de trouver une solution. 

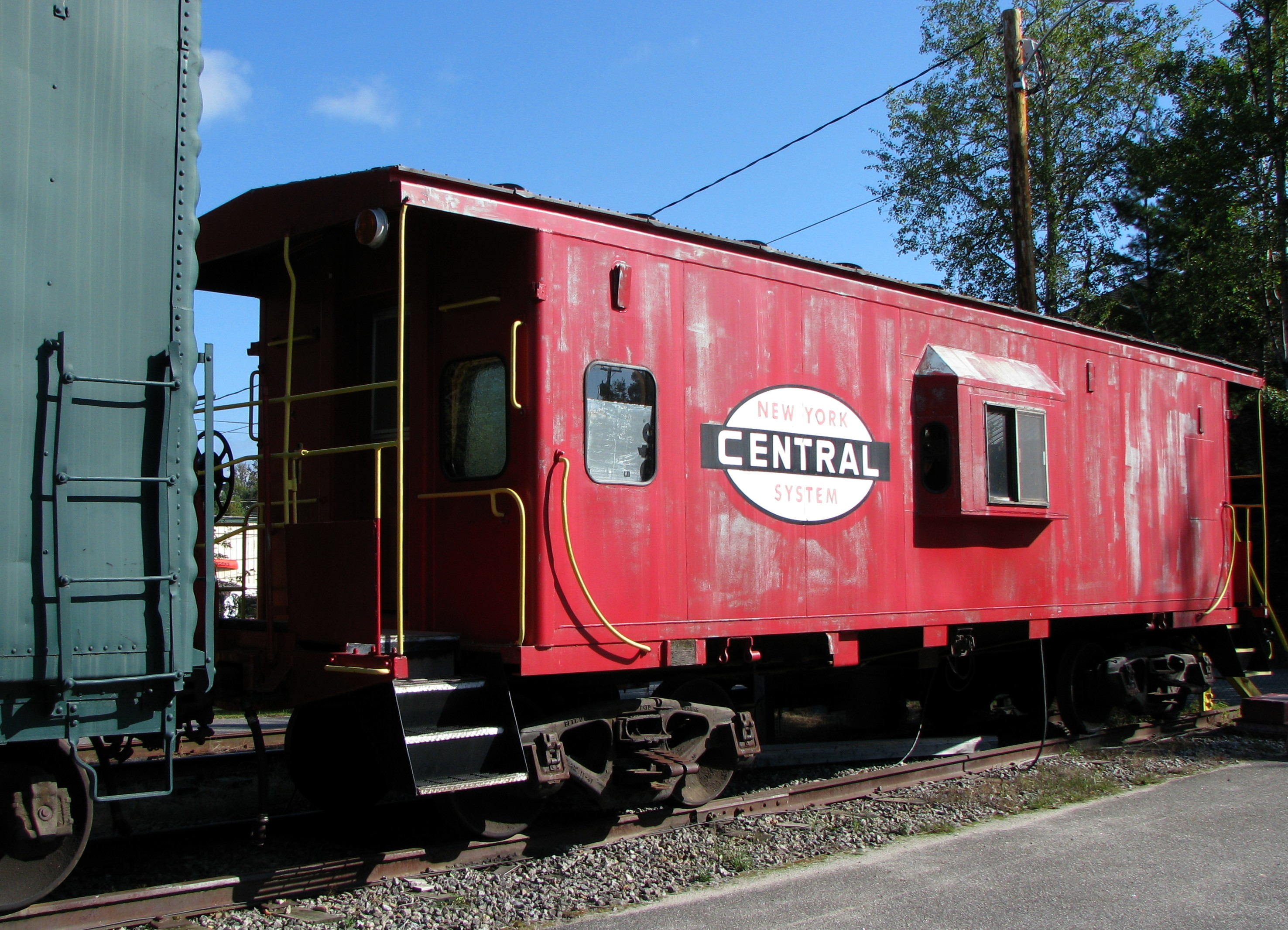
Fourgon de queue du New York Central

Devant la chute du transport des voyageurs, le gouvernement fédéral créa l'Amtrak le 1er mai 1971. Il reprit l'exploitation des trains de banlieue, des trains régionaux et des trains de grandes lignes. Il se trouva ainsi à la tête du Northeast Corridor, une route pratiquement entièrement électrifiée entre Boston et Washington DC, et héritée du PRR et du New Haven.
Pour sauver le Penn Central ainsi que d'autres compagnies du nord-est des États-Unis, le gouvernement constitua le Consolidated Rail Corporation (Conrail) le 25 octobre 1974. Le réseau était composé par des lignes du Penn Central et de six autres compagnies: le Ann Arbor Railroad (banqueroute en 1973), l'Erie Lackawanna Railway (1972), le Lehigh Valley Railroad (1970), le Reading Company (1971), le Central Railroad of New Jersey (1967) et le Lehigh and Hudson River Railway (1972). Conrail commença son exploitation le 1er avril 1976.
À la suite de la dérégulation des années 1990, les grosses fusions reprirent dans toute l'Amérique du Nord. Après avoir reçu l'approbation du Surface Transportation Board (STB), successeur de l'Interstate Commerce Commission, le Norfolk Southern Railway acquit 58 % du capital de Conrail incluant 9 600 km de voies, et le CSX 42 % avec 5 760 km. L'opération fut conclue le 22 août 1998. Le réseau fut transféré à deux filiales de Conrail, appelées Pennsylvania Lines (PRR) et New York Central Lines (NYC), lesquelles furent respectivement louées par NS et CSX.
L'exploitation sous la direction du NS et du CSX commença le 1er juin 1999. Le New York Central Lines incluait le Water Level Route, ainsi que de nombreuses autres lignes issues du NYC et de diverses compagnies intégrées à Conrail. Enfin, CSX hérita également du marquage NYC.

## Les locomotives préservées

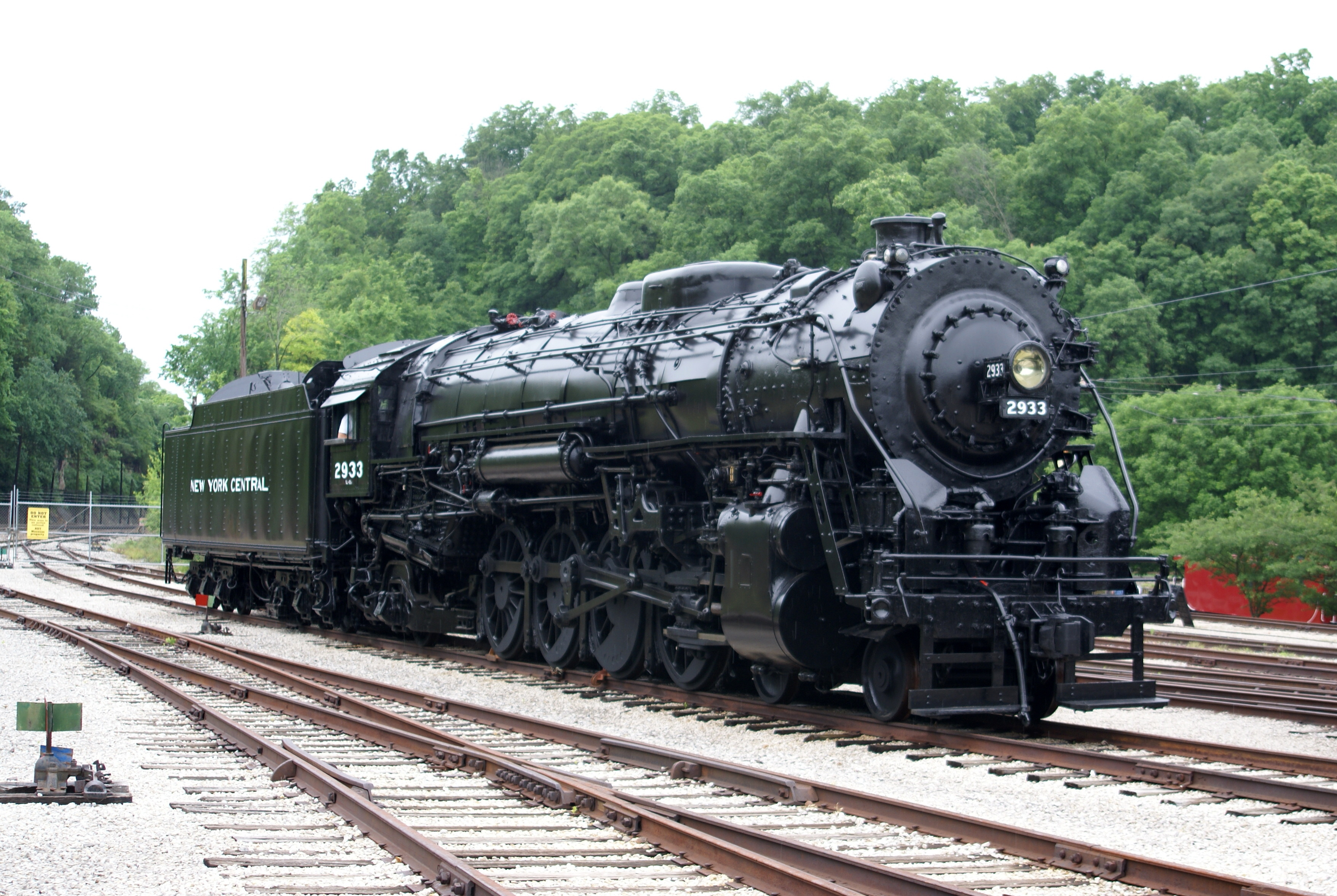
La Mohawk L-2d no 2933 préservée au National Museum of Transportation.

En 2008, il ne restait que deux grosses locomotives à vapeur :
- La Mohawk L-2d  no 2933, de type 4-8-2, située au National Museum of Transportation de St Louis, Missouri. Durant les années 1956-1957, alors qu'elle était en attente de destruction, elle fut littéralement cachée par des employés du dépôt de Selkirk Yard dans la rotonde derrière de grosses caisses. Pour éviter la mauvaise publicité que sa destruction aurait provoquée, elle fut donnée au musée de St Louis en janvier 1962.

- La Mohawk L-3a  no 3001, de type 4-8-2, située au National New York Central Railroad Museum de Elkhart, Indiana. Construite en 1940, elle fut vendue par le NYC à la ville de Dallas en 1957 pour remplacer une machine du Texas & Pacific qui avait été vandalisée dans un parc. Bien plus tard, le National New York Central Railroad Museum échangea une locomotive électrique GG1 du PRR contre cette Mohawk. Comme son état général est jugé satisfaisant, elle pourrait être restaurée et remise en état de marche.